# Anadolu Hisarı
Anadolu Hisarı (slovensko Anatolska trdnjava), zana tudi kot Güzelce Hisarı  (slovensko Lepa trdnjava) je srednjeveška trdnjava na azijski obali Bosporske ožine v Istanbulu, Turčija. Trdnjavski kompleks je najstarejša ohranjena turška zgradba v Istanbulu, po kateri se imenuje tudi njena okolica v istanbulski mestni četrti Beykoz. 

## Zgodovina
Anatolska trdnjava je bila zgrajena v letih 1393 in 1394 po naročilu sultana Bajazida I. kot del njegovih priprav za obleganje bizantinske prestolnice Konstantinopel. 
Trdnjava je zgajena na površini 7.000 m2 na najožjem delu Bosporja, kjer je širok komaj 660 m.  Južno od trdnjave je potok Göksu (starogrški Aretòs). Na tem mestu so bile pred gradnjo trdnjave ruševine rimskega templja, posvečenega bogu Uranu. Zgrajena je bila predvsem kot opazovalnica. Sredi nje je 25 m visok kvadraten stolp, okoli njega pa nepravilno peterokotno obzidje z opazovalnimi stolpi na vogalih. 
Pomorska blokada Konstantinopla se je na Bajazidov ukaz začela leta 1395. Blokado sta prekinila nikopoljski križarski pohod leta 1396 in za njim bitka pri Ankari leta 1402. Slednji je sledila enajstletna dinastična vojna, ki se je končala s prihodom Mehmeda I. na osmanski prestol. Njegov vnuk Mehmed II. je Anatolsko trdnjavo utrdil z dodatnim 2 m debelim obzidjem s tremi opazovanimi stolpi. Znotraj tega obzidja je zgradil mošejo, skladišča in stanovanjske zgradbe. Kot del načrtov za osvojitev Konstantinopla je na nasprotni obali Bosporja zgradil sestrsko trdnjavo Rumeli Hisarı. Trdnjavi sta leta med obleganjem Konstantinopla leta 1453 delovali kot tandem in nadzirali ves pomorski promet skozi Bospor, s čimer sta pripomogli k osvojitvi bizantinske prestolnice. 
Po osmanski zasedbi Konstantinopla je Anadolu Hisarı služila kot carinarnica in vojaški zapor in po nekaj stoletjih začela propadati.
Po ukinitvi Osmanskega cesarstva leta 1923 so nove turške oblasti in novoustanovljeno Ministrstvo za kulturo poskušale in leta 1991-1993 končno uspele obnoviti trdnjavo. Za javnost je odprt samo prostor med zunanjim in notranjim obzidjem.
- Anadolu Hisarı iz bližnjega lokalnega pristanišča
- Anadolu Hisarı sredi tradicionalnih zgradb, znanih kot yalı
- Zunanje obzidje
- Anadolu Hisarı na razglednici iz leta 1901

## Sklica
1. ↑  Finkel, Caroline (2006). Osman's Dream: The History of the Ottoman Empire 1300-1923. New York: Basic Books. str. 24. ISBN 978-0-465-02397-4.
2. ↑  Ahmet Muhtar Paşa (1902). Feth-i Celil-i Konstantiniye. Bedir Press. str. 21.